# 堺市教育文化センター
堺市教育文化センター（さかいしきょういくぶんかセンター）は堺市中区にある教育、学習に関する総合施設（多目的ホール）である。愛称は『ソフィア・堺』
指定管理者制度により、JTBコミニケーションズグループが運営している。

## 概要
市立の公共施設として天文台が設置されている。口径60cmの反射望遠鏡が設置されており、基本的に毎週金曜日に天体観察会を行っている。
また、プラネタリウムが設置されており、天体に関する学習の場の提供に主眼をおいている。

### 所在地・アクセス
- 所在地：〒599-8273　大阪府堺市中区深井清水町1426番地
- 交通：南海泉北線 深井駅下車、徒歩12分